# Antidesma

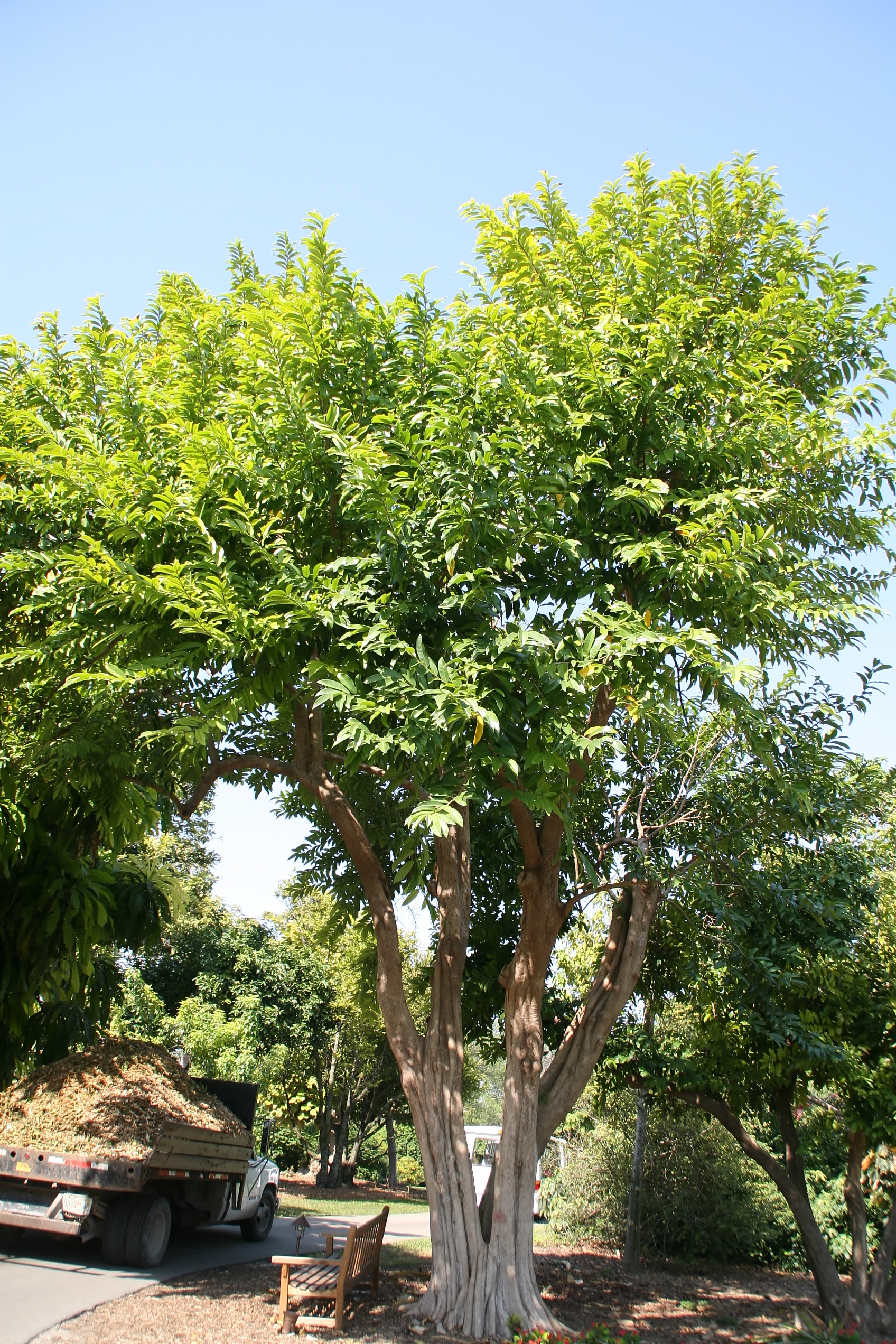
Antidesma platyphylla v botanické zahradě v Miami

Antidesma (Antidesma) je rod rostlin z čeledi smuteňovité (Phyllanthaceae). Jsou to stromy nebo keře s jednoduchými střídavými listy a nenápadnými bezkorunnými květy v hroznovitých nebo klasovitých květenstvích. Plodem je peckovice. Rod zahrnuje asi 100 druhů a je rozšířen v tropech a subtropech Starého světa, zejména v tropické Asii.
Nejznámějším zástupcem rodu je Antidesma bunius, poskytující drobné ovoce buni. Jedlé plody mají i některé další druhy. Rostliny jsou využívány také v domorodé medicíně.

## Popis
Antidesmy jsou dvoudomé stromy nebo vzpřímené keře. Listy jsou jednoduché, střídavé, krátce řapíkaté, s celokrajnou čepelí a zpeřenou žilnatinou. Palisty bývají drobné a celistvé.
Květy jsou jednopohlavné, bezkorunné, se žláznatým diskem a miskovitým kalichem tvořeným 3 až 5 (až 8) laloky, uspořádané v úžlabních nebo zdánlivě vrcholových, jednoduchých nebo větvených klasech či hroznech (některé zdroje uvádějí jako typ květenství thyrsus). V samčích květech je zpravidla 3 až 5 (1 až 7) tyčinek s volnými nitkami delšími než kalich. Semeník v samičích květech obsahuje jednu (řidčeji dvě) komůrku se 2 vajíčky a nese 2 až 4 volné, na vrcholu většinou dvouklané čnělky.
Plodem je kulovitá nebo zploštělá peckovice korunovaná vytrvalými čnělkami. Obsahuje zpravidla jediné semeno.

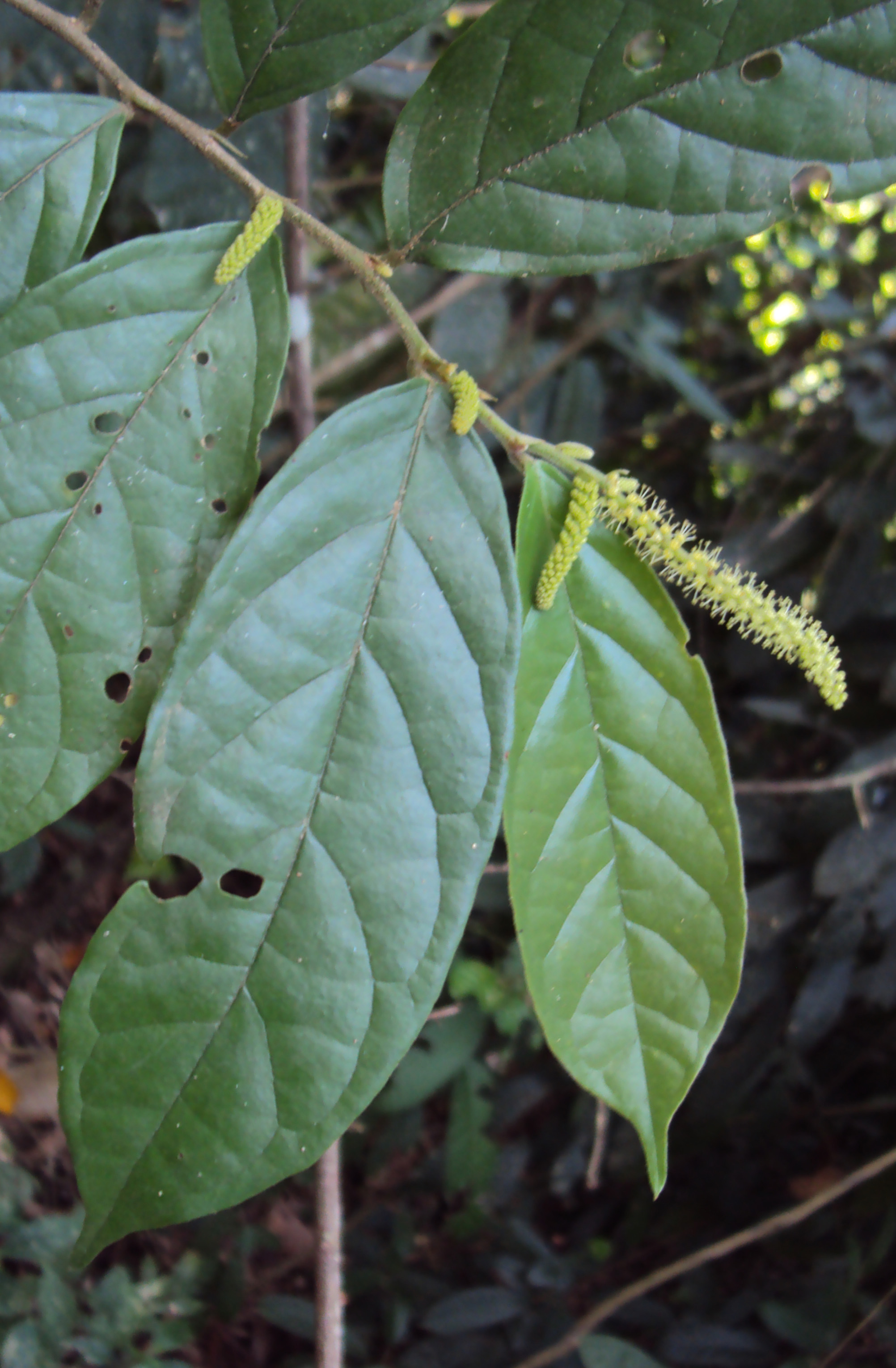
Kvetoucí větévka Antidesma montanum
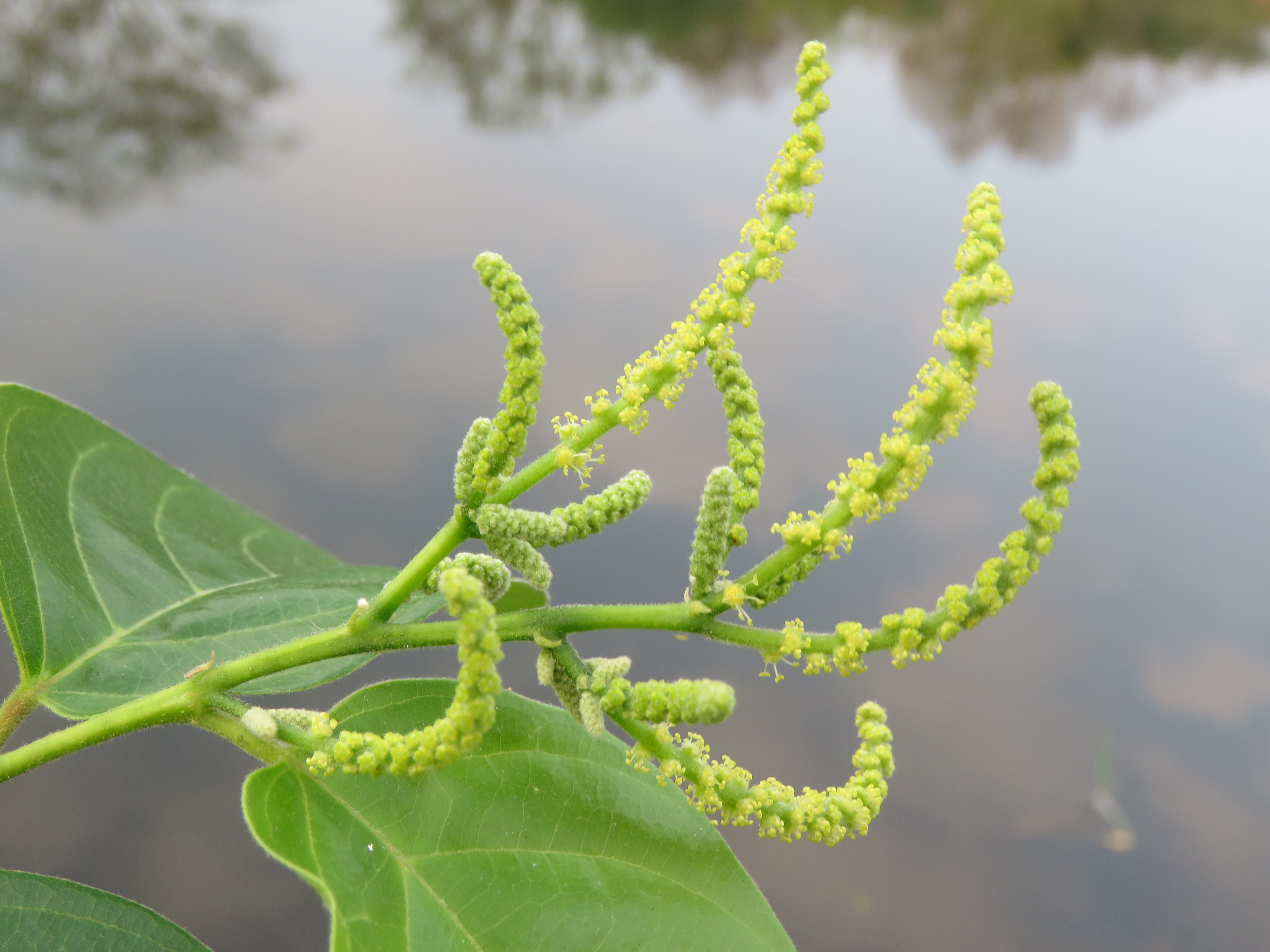
Květenství Antidesma ghaesembilla
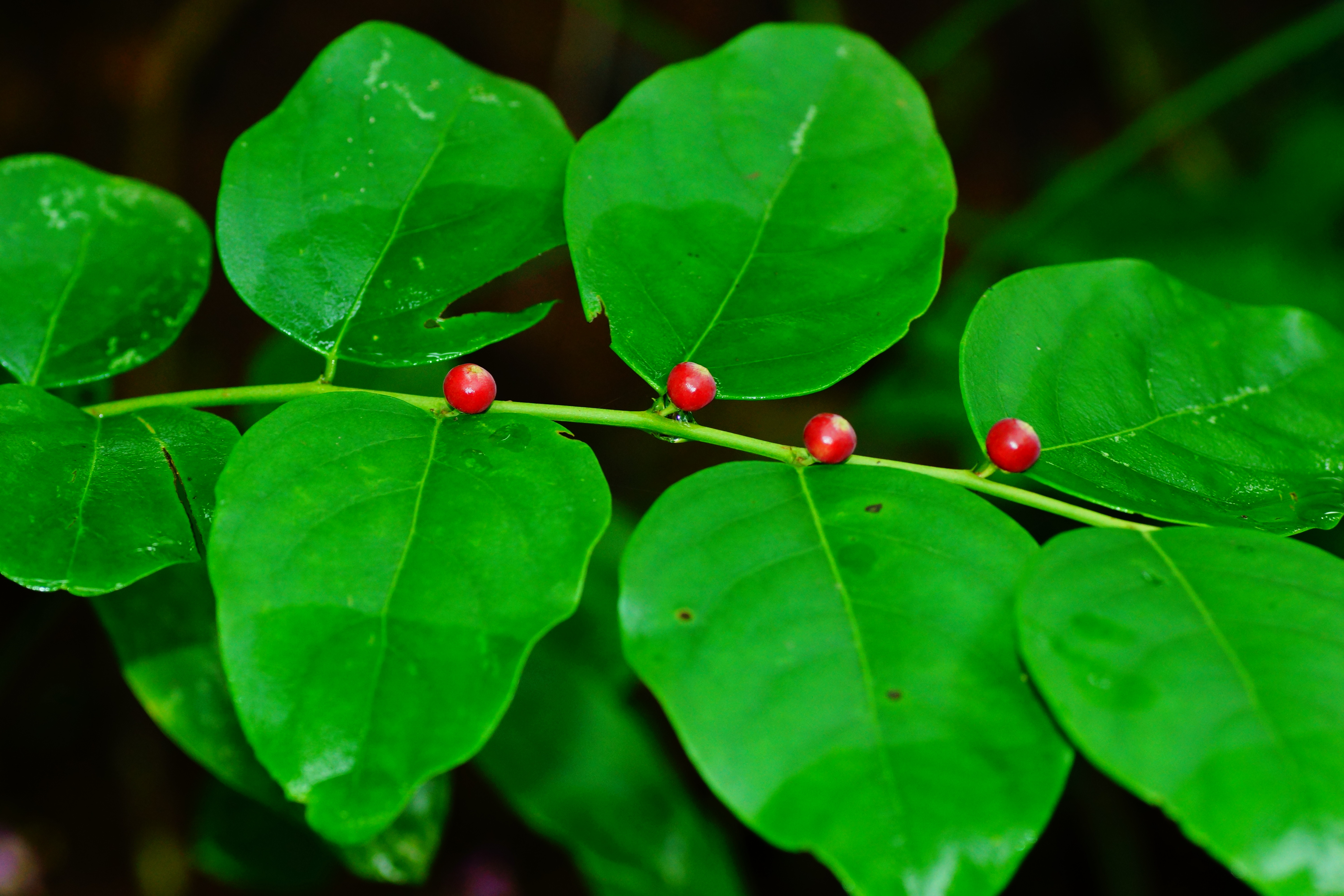
Neobvyklý druh Antidesma neurocarpum s jednotlivými úžlabními plody
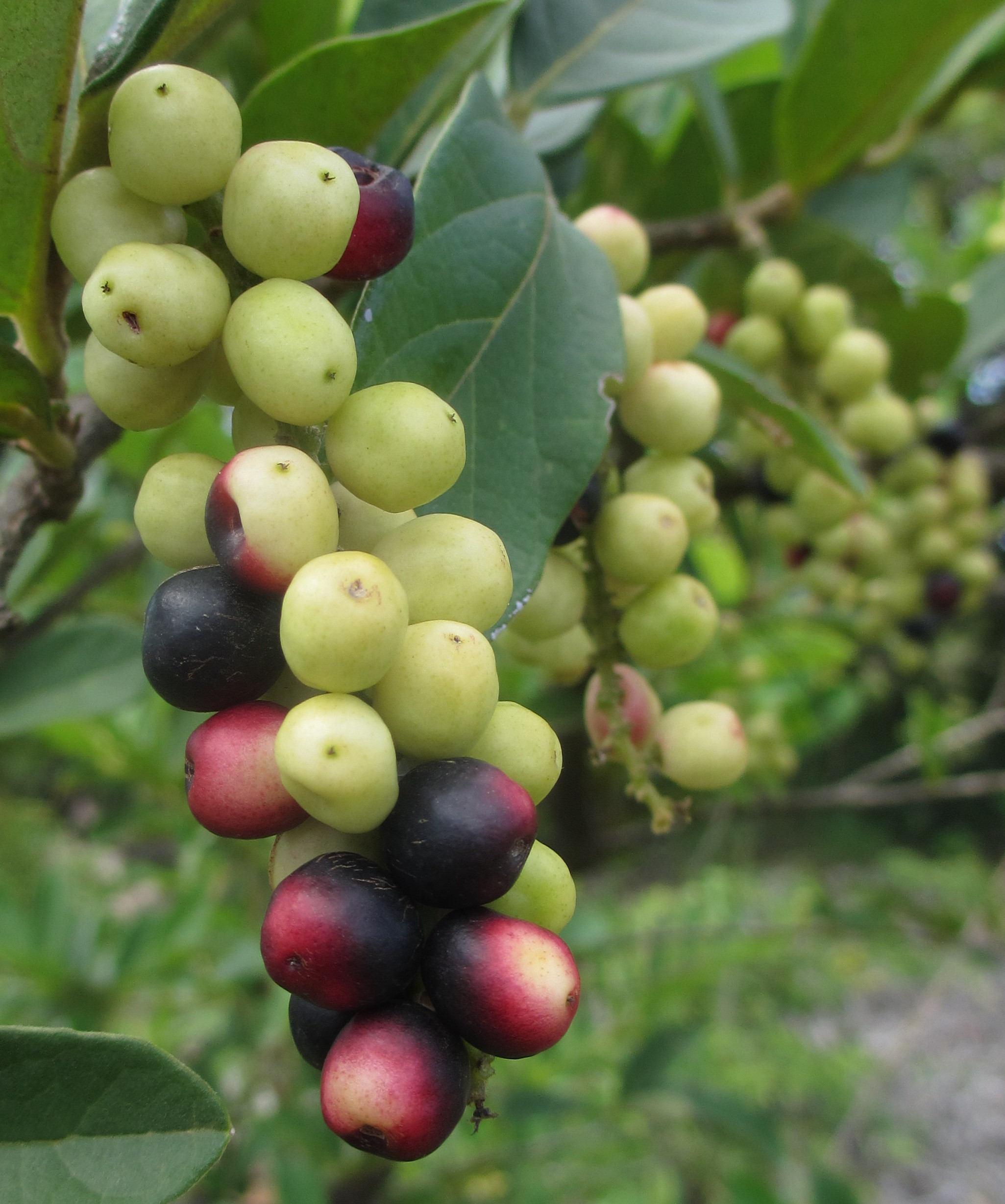
Plodenství Antidesma venosum

## Rozšíření
Antidesma je čtvrtý největší rod čeledi smuteňovité, zahrnující asi 102 druhů. Je rozšířen v tropech a subtropech výhradně Starého světa. Jeho areál zahrnuje víceméně celou subsaharskou Afriku a Madagaskar, tropickou Asii s přesahem do jižního Japonska, Austrálii a některé oblasti Tichomoří. Převážná většina druhů roste v tropické Asii od Indického subkontinentu po Tichomoří. Centrum druhové diverzity je v Indočíně, poměrně značný počet druhů roste i v jihovýchodní Asii a na Nové Guineji. Dva druhy rostou na Havaji.
Z Afriky je uváděno 8 druhů, Antidesma venosum se vyskytuje jako jediný druh i na Madagaskaru a mimo to má další disjunktní areál v jižní Číně a Indočíně. V Austrálii roste 6 druhů. Antidesma japonicum se vyskytuje v jižní Číně, Tibetu, Indočíně, Filipínách a jako jediný druh i v Japonsku.
Antidesmy rostou nejčastěji v podrostu suchých i vlhkých, nížinných a montánních tropických lesů v nadmořských výškách do 1800 metrů.

## Ekologické interakce
Květy jsou opylovány hmyzem, zejména mouchami a včelami.
Na listech se živí housenky některých nápadných babočkovitých motýlů (Athyma casa, Dophla evelina, Terinos terpander) a řady různých můr včetně velkého asijského lišaje Acherontia lachesis.

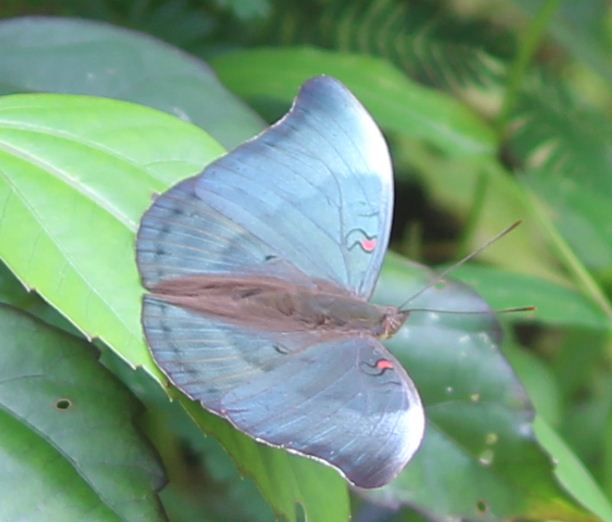
Babočkovitý motýl Dophla evelina
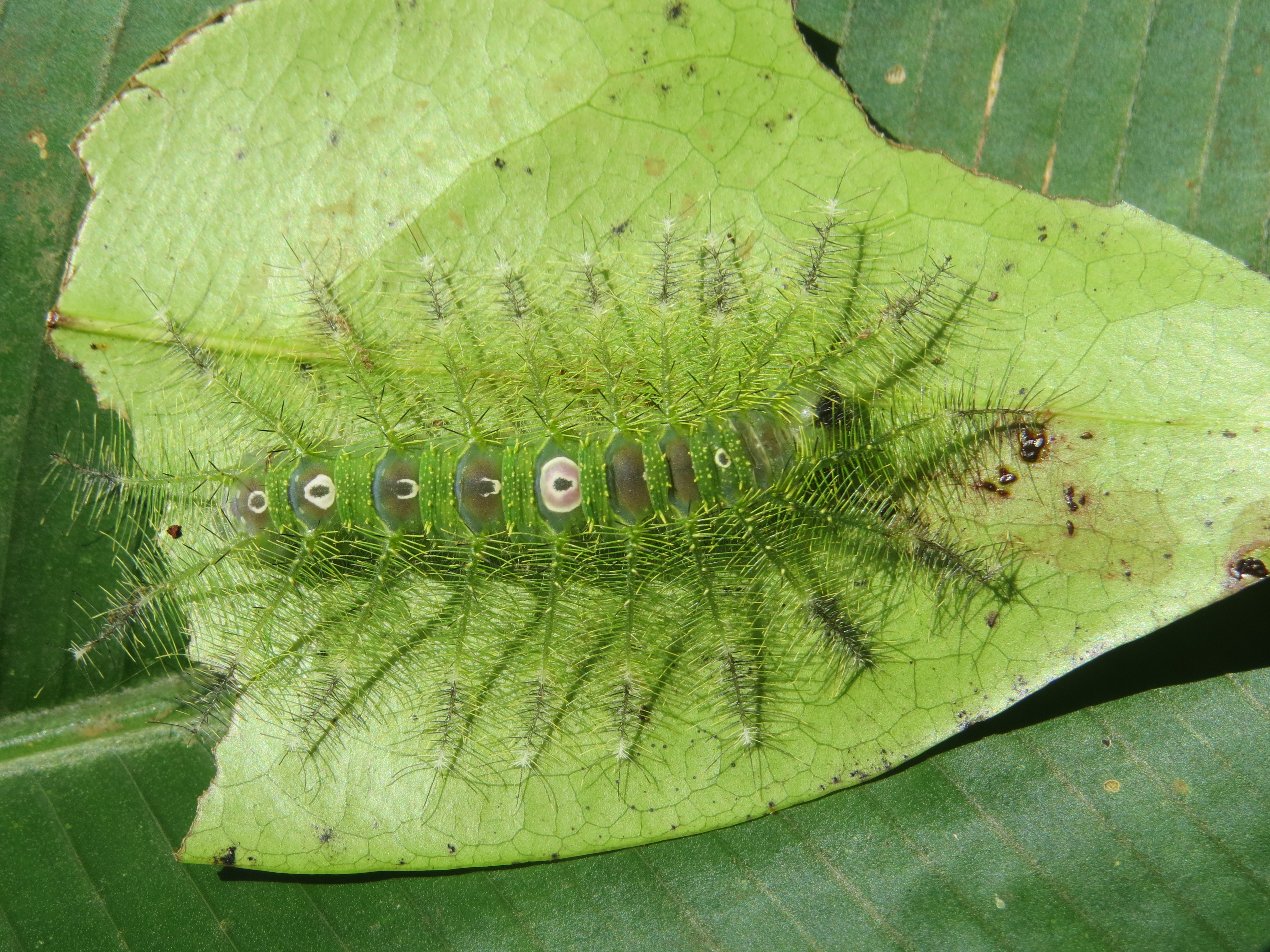
Housenka Dophla evelina
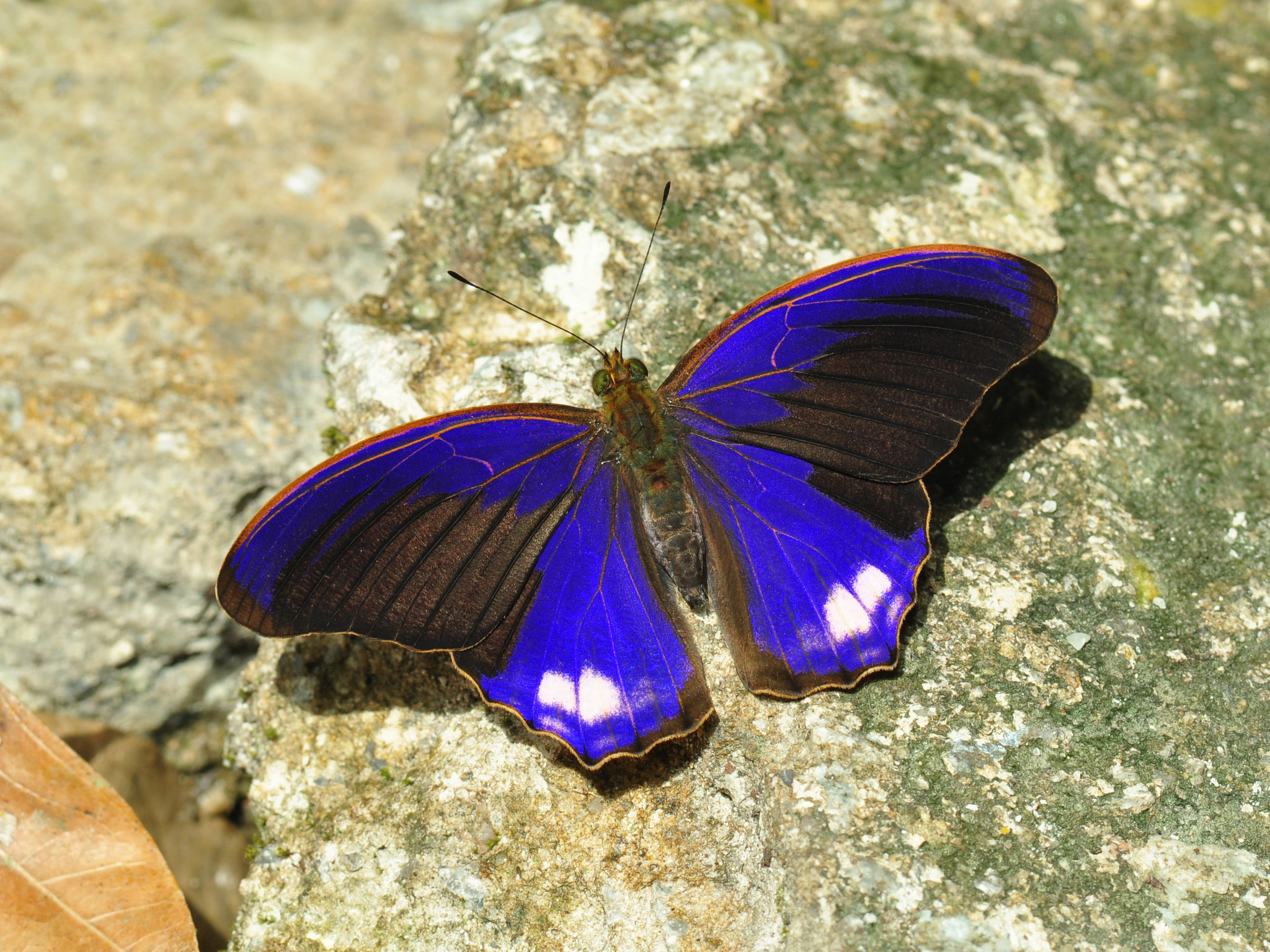
Babočkovitý motýl Terinos terpander
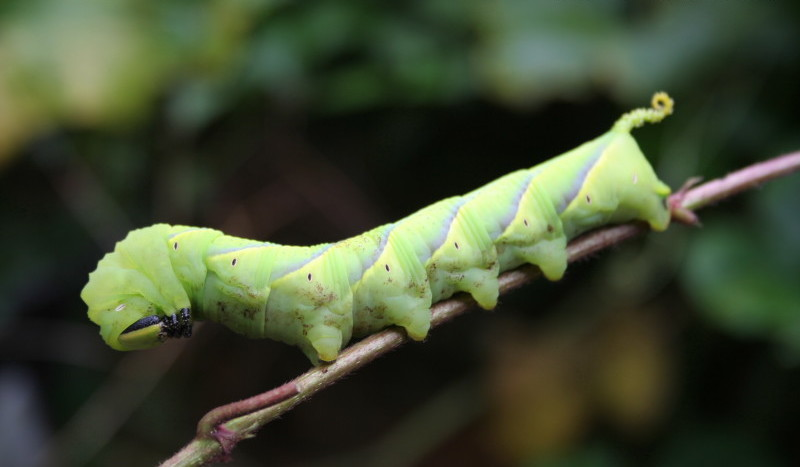
Housenka asijského lišaje Acherontia lachesis

## Taxonomie a fytochemie
Rod Antidesma je v rámci čeledi Phyllanthaceae řazen do podčeledi Antidesmatoideae, tribu Antidesmateae a subtribu Antidesmatinae. Nejblíže příbuzným rodem je Thecacoris (16 druhů v subsaharské Africe a na Madagaskaru).
Hlavními obsahovými látkami jsou triterpenoidy a alkaloidy (např. antidesmon).

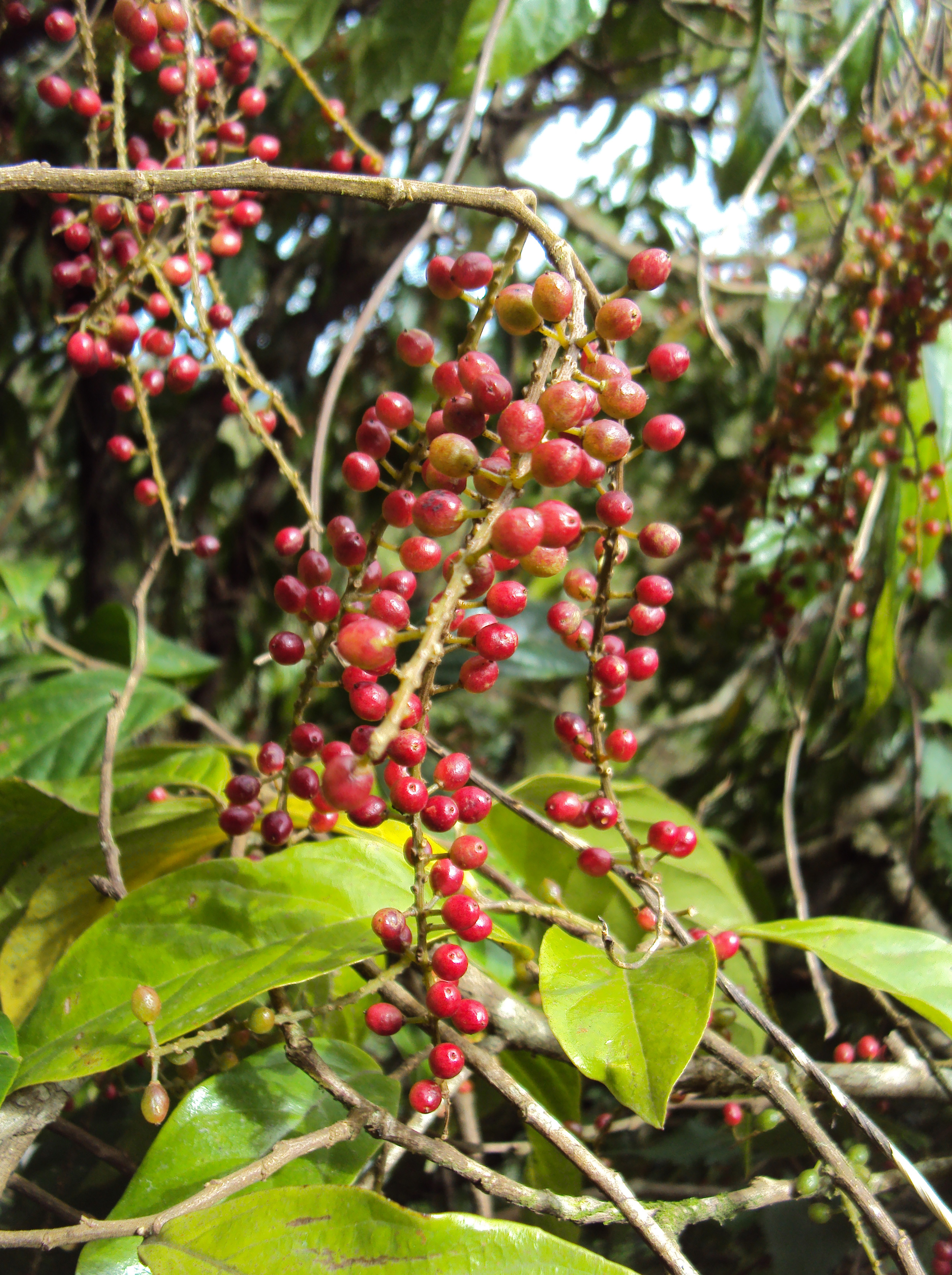
Antidesma montanum s plody

## Význam
Některé druhy poskytují jedlé plody spíše lokálního významu. Nejznámější je asijská Antidesma bunius, poskytující drobné ovoce známé jako buni. Má sladkokyselou chuť a konzumuje se syrové i různě upravované, používá se k ochucení pokrmů z ryb, k výrobě nápojů, dezertů a džemů. Z dalších druhů má jedlé plody například Antidesma ghaesembilla, široce rozšířená v tropické Asii a Austrálii, a Antidesma acidum (syn. A. diandrum) z tropické Asie.
Druh Antidesma bunius je vysazován také jako okrasná a stínící dřevina, vyznačující se kompaktní kulovitou korunou. Používá se i k zalesňování.
Tvrdé dřevo má pouze lokální a omezený význam, neboť kmeny nedosahují větší tloušťky. Slouží na dočasné stavby, kůly, ohrady a k výrobě drobných předmětů, jako jsou držadla k nástrojům a vycházkové hole. Používá se také jako palivo.
Řada druhů má význam v místní a lidové medicíně. Listy a kořeny Antidesma acidum se používají na krvavé průjmy a úplavici, listy a kořeny Antidesma bunius na traumatická zranění, listy Antidesma montanum na vředy a bolesti páteře a kořeny na bolesti břicha, kořeny a listy Antidesma venosum při nepravidelné menstruaci. Některé druhy jsou jedovaté.
Kořeny a listy Antidesma laciniatum se používají k omámení ryb při rybolovu.